# Teretoctopus
Teretoctopus is een geslacht van inktvissen uit de familie van Octopodidae.

## Soorten
- Teretoctopus alcocki Robson, 1932
- Teretoctopus indicus Robson, 1929

### Synoniemen
- Teretoctopus indica Robson, 1929 => Teretoctopus indicus Robson, 1929